# フラッター現象
フラッター現象（フラッターげんしょう、英語: flutter）とは、はためきや回転むら等という意味で、橋やその他の構造物、特に高速飛行中の飛行機の翼や胴体などが、風や気流のエネルギーを受けて起こす破壊的な振動をさすことが多い。

## 航空機
飛行機の機体は一種の弾性体であり、飛行中に翼などに起こる弾性振動は低速時には空気の力で減衰されるが、ある限界以上の高速になると空気の力で逆に翼の振動を助長し、振幅が加速的に増大して翼が破壊され大事故の原因となる。解決方法としては翼の剛性を高め、空気力学的形状を改良することなどで解決する。一般的には翼に働く空力中心と重心とを近づけ、揚力で翼が捩れないようにする。
また複葉機等に多く見られた張弦ワイヤーもフラッターを起こし易く、高速対応の為には軽量化メリットの高い張弦ワイヤーが採用できない事が、複葉機が廃れた一因でもある（桁で支えるなら、翼端渦抵抗が相対的に弱い近似質量の単葉機が優位）。